# Adrien Jacques de Lens
Adrien Jacques de Lens, né à Paris le 25 avril 1786 et mort dans la même ville le 17 février 1846, est un médecin français.
Il fut membre de l'Académie de médecine dès sa fondation, fut nommé en 1823 agrégé de la Faculté de Paris et devint bientôt après inspecteur général de l'Université. Il perdit cette position en 1830, et se consacra dès lors à la pratique de la médecine et à la littérature médicale. Il est surtout connu par le Dictionnaire de matière médicale et de thérapeutique, qu'il publia avec François-Victor Mérat de Vaumartoise, ouvrage qui fait autorité au XIXe siècle et auquel l'Académie des sciences décerna un des prix Montyon.
Le docteur Jacques de Lens descendait d'une ancienne famille bruxelloise, son ancêtre Jean de Lens (1616-1689), qui s'établit à Paris, fut orfèvre de Monsieur frère unique du Roi.